# Kostel svatého Mikuláše (Humpolec)
Kostel svatého Mikuláše je římskokatolický farní kostel humpolecké farnosti-vikariátu. Je vystavěn ve smíšeném slohu rané gotiky, barokní gotiky a novogotiky. Je chráněn jako kulturní památka.

## Historie

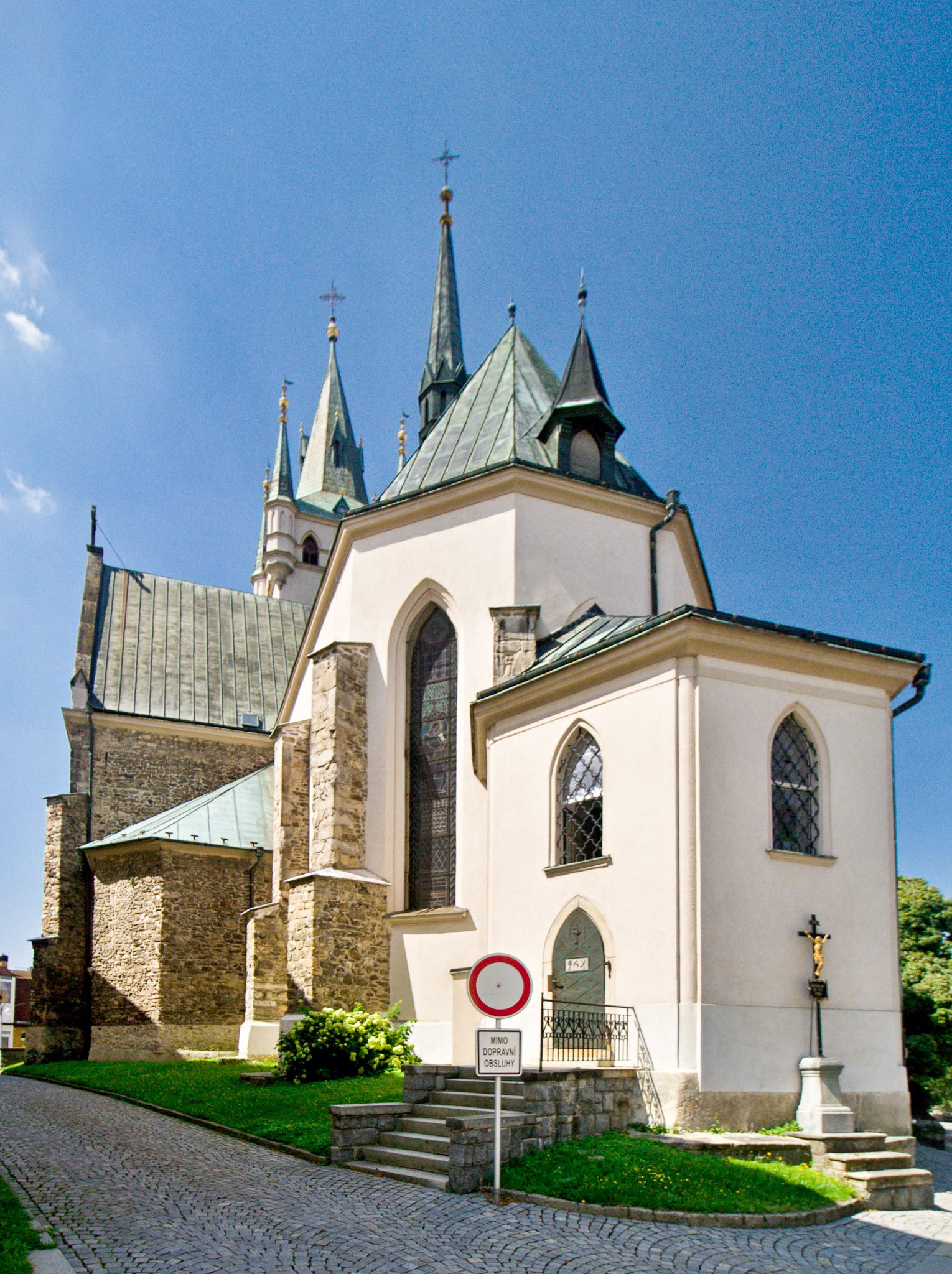
Závěr kostela

Kostel sv. Mikuláše se připomíná roku 1233. Původní gotická část byla vystavěna asi ve 3. čtvrtině 13. století. 
Chrám spravoval řád německých rytířů, který roku 1233 prodal Humpolec želivskému opatství, proto byl kostel spravován kněžími premonstrátského řádu. V husitské době byl kostel ve správě utrakvistických kněží. V době panství Kryštofa Karla z Roupova byli odtud katoličtí kněží vypuzeni. Roku 1621 zakoupil majetek hrabě ze Solmsu a poddaní se opět navrátili ke katolické víře. Od roku 1625 sem byli zase dosazováni premonstrátští kněží ze Želiva.
Barokní úpravy jsou zřejmě dílem Jana Blažeje Santiniho, jak vyplývá ze souvislosti jeho práce pro želivský klášter a slohového rozboru stavby. Stavebníky byli vlastníci panství Herálec Eleonora Kristýna hraběnka z Regalu a její syn Maxmilián hrabě z Regalu.
O opravě ve středověku nedokončeného, poté zničeného a požárem vyhořelého kostela se uvažovalo pravděpodobně od 18. ledna 1716, kdy humpolecký kostel navštívil Santini se stavitelem Voglerem zřejmě za účelem vypracování projektu. O povolení k přestavbě však požádal humpolecký farář a želivský premonstrát P. Michael Hrůza arcibiskupskou konzistoř až 8. ledna 1720. Ve své žádosti psal, že již delší dobu usiluje o opravu svého chrámu, na což stále nemá dostatek prostředků, proto prosí o povolení prodat některé kalichy a monstrance. Svou žádost Hrůza opětoval 11. dubna 1720. Konzistoř však ještě požádala o dobrozdání ledečského děkana Jana Alexandra Kloffetia. Ten 17. května 1720 potvrdil, že materiál ke stavbě je už na místě, ale že podle stavitelů budou výdaje na opravu a přestavbu kostela daleko vyšší, poněvadž kostel potřebuje zcela novou klenbu, zpevnění zdí, přístavbu nové věže a nového presbytáře. Bohužel pisatel zprávy neuvedl jména stavitelů, a ani zmiňovaný plán, jenž byl poslán žadateli zpět, se nedochoval. Nato tedy konzistoř 1. června 1720 žádané povolení udělila.
S přestavbou kostela se započalo roku 1721 a dokončena byla roku 1722; nicméně podle dochovaných záznamů si „obnovený kostel“ opat Hlína prohlédl už 17. června 1721. Základní kámen věže kostela položila roku 1721 patronka Eleonora Kristýna hraběnka z Regalu, rozená Metternichová, a druhý základní kámen „kaple neb zakristie“ položil její syn Maxmilián hrabě z Regalu, jak nás informuje pamětní zápis, dochovaný v přepise z 19. století. Dále prý bylo provedeno nové zaklenutí a kolem kostela postaveny postranní pilíře. Stavbu provedl zednický mistr Matěj Isthum. Želivský tesařský mistr Ferdinand Neth zhotovil výbavu (velký oltář, mřížky, stolice a kůr), ze které se však dochovala pouze kazatelna. Tato výbava vznikla pravděpodobně podle Santiniho návrhu, „neboť je zřejmá těsná formální blízkost s díly výbavy klášterního kostela v Želivi.“ Oprava a přestavba humpoleckého kostela byla dokončena 28. srpna 1722 a kostel byl nově vysvěcen.
Požárem zničené zdivo i opěrné pilíře musely být nově vyspraveny. Kostel byl zaklenut cihelnými křížovými klenbami, ve střední lodi pak velikou plackou. Klenby byly zdobeny pravděpodobně barokně-gotickým dekorem. Zachované barokně-gotické tvarosloví interiéru „je poměrně jednoduché a skladebně logické.“ Přistavěna byla šestiboká, drobná centrála sakristie v ose kněžiště, na západní straně pak osová věž. Fasády kostela byly omítnuty a členěny jednoduchými, hrotitými okny se štukově modelovanými špaletami. Západní věž byla nižší a její zdivo sahalo k římse pod hodinami v dnešním stavu. Původní jehlancová střecha věže měla drobnou lucernu, osazenou vysokou a špičatou jehlancovou stříškou, jak nám dokládají fotografie ze sklonku předminulého století.
Během 19. století byl odstraněn barokní hlavní oltář a další oltářní stavby. V letech 1893 – 1895 pak kostel regotizoval Matěj Blecha dle plánů J. Martina. Byl pořízen hlavní portál, nová střecha věže, hlavní lodi a sanktusník, rozšířena kruchta. Další opravy kostela proběhly v roce v letech 1936–1937. 
V 80. letech 20. století byl chrám pokryt měděnou krytinou. V roce 1993 blesk zničil jednu věžičku a vyžádal si následnou nákladnou opravu celé věžní krytiny. V roce  2004 byly v kostele instalovány nové varhany vyrobené varhanářskou dílnou Kánský – Brachtl z Krnova. Varhany mají 25 rejstříků a jsou darem humpoleckého rodáka Stanislava Kotyzy a jeho manželky.

## Popis

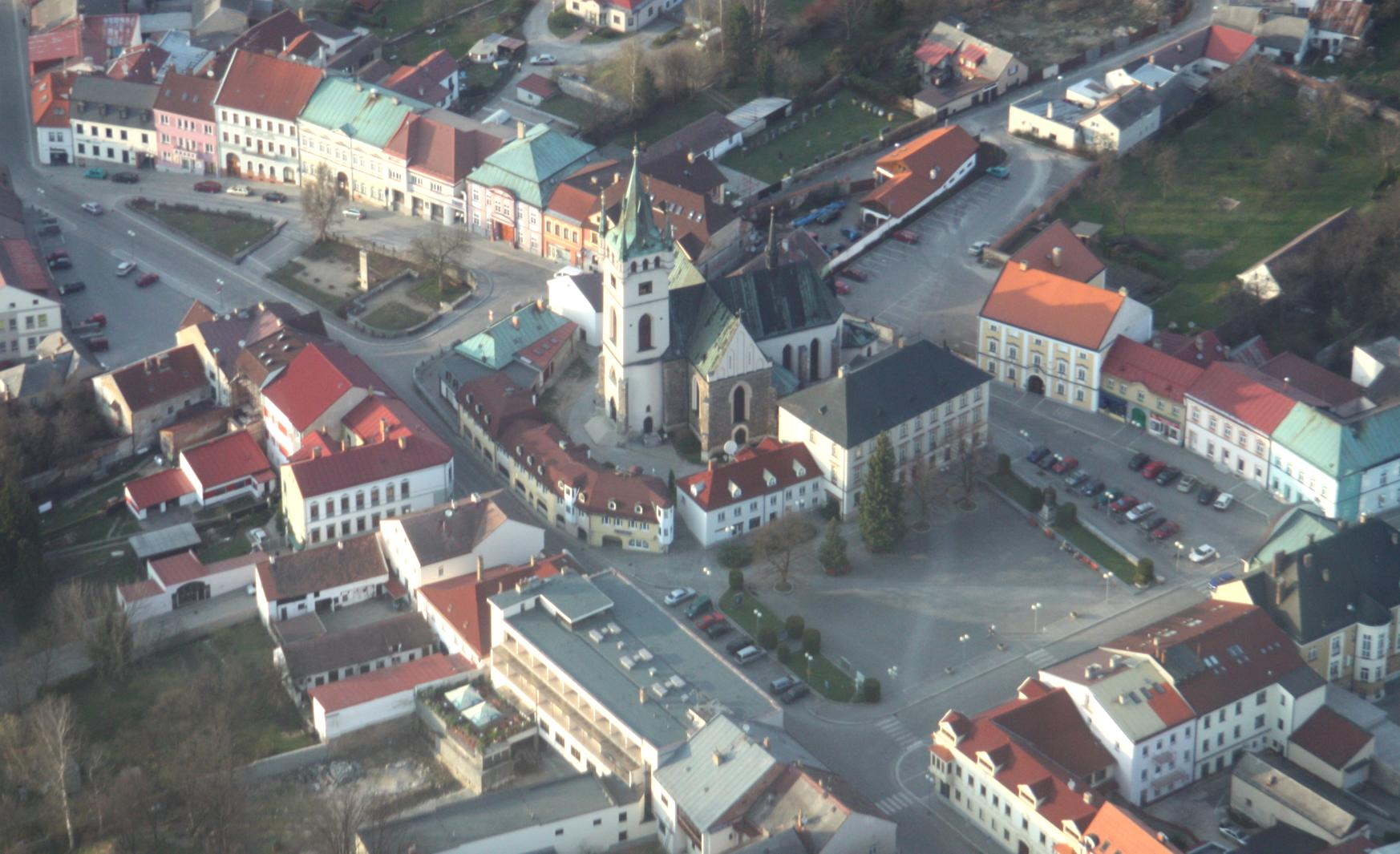
letecký pohled na kostel v centru města

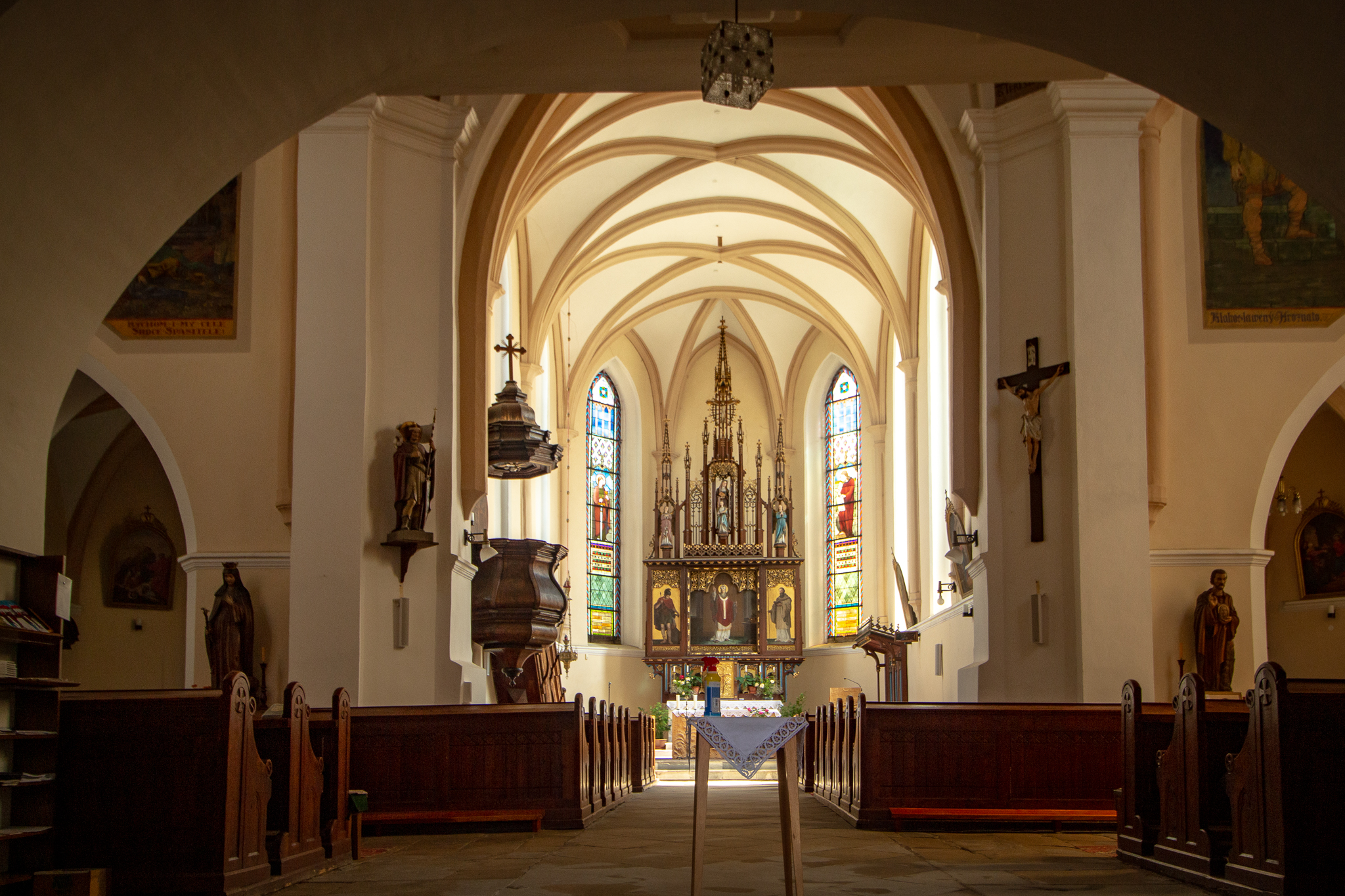
Interiér kostela

půdorys kostela svatého Mikuláše v Humpolci

Kostel je směsí rané gotiky, barokní gotiky a novogotiky. Je vystavěn na půdorysu kříže s dlouhým pětiboce uzavřeným kněžištěm. V ose kostela je za kněžištěm připojena šestiboká sakristie. Příčná loď s pětiboce uzavřenými kaplovými prostory. Hranolová věž stojí před západním průčelím podél lodi. Novogotická helma věže má v rozích čtyři vysunuté konzolové arkýře. Zevně má kostel opěráky a vysoká barokně gotická hrotitá okna bez kružeb. Hlavní portál novogotický. Kněžiště sklenuto třemi poli barokně gotické křížové klenby a v závěru paprsčitě žebry. Triumfální oblouk je hrotitý s hrubým klínovým profilem. Boční kaple u příčné lodi opatřeny šestidílnou žebrovou klenbou. Boční prostory příčné lodi sklenuty křížovou žebrovou klenbou. Sakristie sklenuta šestidílnou klenbou s lomenými pásy a v placce v křížení s barokní freskou Posledního soudu. Na čelních obloucích bočních kaplí nástěnné malby od J. Filipa. Figurální okna z let 1907 až 1912. Barokní kazatelnu zhotovil místní truhlář F. Neth v roce 1721, cínová křtitelnice pochází ze 16. století. Ostatní zařízení kostela je převážně novogotické.
Věž je vysoká 55 metrů, je v ní zavěšeno 5 zvonů (Mikuláš, Václav, Ludmila, Jiří a Panna Maria). Nejstarší zvon Jiří pochází z roku 1691, byl ulit zvonařem Janem v Kostelci nad Orlicí. Ostatní zvony jsou novodobé, nahradily původní zvony, které byly zrekvírovány v roce 1942. Na věži je veřejnosti přístupná vyhlídka ve výšce asi 30 metrů.